# Associazione Calcio Milan 2007-2008
Questa voce raccoglie le informazioni riguardanti l'Associazione Calcio Milan nelle competizioni ufficiali della stagione 2007-2008.

## Stagione

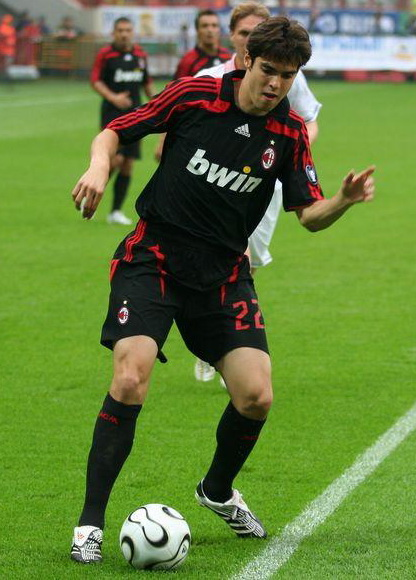
Kaká, Pallone d'oro e FIFA World Player 2007.

Nell'estate 2007 tornano al Milan Ibrahim Ba, svincolato, e Digão (prima in prestito), fratello minore di Kaká. Dopo le cessioni di Oliveira (in prestito con diritto di riscatto al Real Saragozza) e Borriello (in compartecipazione col Genoa) e il ritiro di Alessandro Costacurta, che entra a far parte dello staff tecnico, vengono ingaggiati due brasiliani, l'attaccante Alexandre Pato, minorenne e quindi utilizzabile solo da gennaio o nel caso di amichevoli, e il centrocampista Emerson dal Real Madrid.
Il 31 agosto 2007, a Monaco, il Milan si aggiudica la Supercoppa UEFA, battendo per 3-1 in rimonta il Siviglia campione in carica. Viene così consolidato il record di vittorie in questa competizione: i 5 trofei (1989, 1990, 1994, 2003, 2007, tutti ottenuti dopo avere vinto una Coppa Campioni/Champions League) danno diritto al club di custodire per sempre nella bacheca la coppa ottenuta in versione originale per la prima volta. La partita si è disputata in un clima di commozione per la scomparsa del giocatore del Siviglia Antonio Puerta, alla cui memoria sono dedicati molti tributi e gesti di solidarietà come lo striscione Onore a Puerta, esposto dai tifosi del Milan, e la scelta dei giocatori stessi di avere il suo nome scritto sulla maglia; il Milan dedicherà poi il trofeo al giocatore andaluso.
Il 2 dicembre Kaká diventa il sesto calciatore del Milan a vincere il Pallone d'oro precedendo nella classifica di France Football Cristiano Ronaldo, Messi e il compagno di squadra Andrea Pirlo, piazzatosi al quarto posto. Alcune settimane più tardi il brasiliano riceve anche il FIFA World Player.
Dal 7 al 16 dicembre i rossoneri partecipano alla Coppa del mondo per club in programma in Giappone. Superata la semifinale giocata il 13 dicembre contro la squadra giapponese dell'Urawa Red Diamonds (1-0 con rete di Clarence Seedorf), in finale sconfiggono il Boca Juniors per 4–2, diventando la squadra più titolata a livello di trofei internazionali vinti (18). I gol del Milan sono realizzati da Inzaghi, autore di una doppietta, Nesta e Kaká, eletto migliore giocatore della partita e migliore giocatore dell'intera competizione, precedendo il compagno di squadra Seedorf.
Con la doppietta al Boca, Inzaghi ha segnato almeno una volta in tutte le competizioni. Dopo 2 successi di club brasiliani, il Milan è la prima squadra europea ad aggiudicarsi la competizione che dal 2005 sostituisce la Coppa Intercontinentale e assegna il titolo di campione del Mondo e con 4 successi intercontinentali complessivi stabilisce un record assoluto.
Come nell'anno precedente, il cammino del Milan in campionato non è brillante. Privo dell'infortunato Ronaldo (che rientrerà alla fine di novembre), nella prima parte del torneo prima della sosta natalizia occupa le posizioni di centro classifica e non riesce a ottenere una vittoria in casa fino all'inizio del nuovo anno, eguagliando la propria peggiore striscia casalinga negativa, risalente a 86 anni prima; fu solo nella partita dell'esordio ufficiale del giovane brasiliano Pato, contro il Napoli, che i rossoneri colsero il loro primo successo interno. Dalla ripresa del torneo il Milan torna a lottare con decisione per il quarto posto, mentre in Coppa Italia il Milan viene eliminato negli ottavi di finale dal Catania (1-2 in casa, 1-1 in trasferta). Le due reti rossonere sono messe a segno dal giovane Alberto Paloschi, il quale, nell'esordio in campionato contro il Siena a San Siro, il 10 febbraio, va a segno diciotto secondi dopo il suo ingresso in campo, stabilendo il nuovo record di realizzazione più veloce per un debuttante in Serie A.
In Champions League i rossoneri, che a febbraio perdono nuovamente Ronaldo fino alla fine della stagione a causa di un infortunio, chiudono al primo posto la prima fase a gironi per la settima volta consecutiva, precedendo Celtic, Benfica e Sachtar. Negli ottavi di finale sono eliminati, a opera dell'Arsenal, che supera il turno vincendo per 0-2 a San Siro dopo lo 0-0 dell'andata all'Emirates Stadium di Londra. Per la quarta stagione consecutiva, la squadra campione d'Europa in carica viene eliminata agli ottavi.

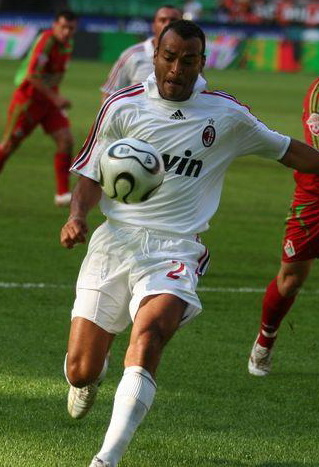
Cafu, lascia il Milan e il calcio giocato.

Il 7 febbraio il Milan viene insignito dell'appena creato FIFA Club World Cup Champions Badge. Questa non è l'unica novità che arricchisce la maglia rossonera: sulla manica la squadra sfoggia anche il logo dei detentori della Champions League, introdotto dall'UEFA nel 2004, e, sul petto, la scritta «il club più titolato al mondo». Il 16 febbraio, nell'anticipo di campionato contro il Parma, Paolo Maldini, subentrando a Marek Jankulovski, tocca lo storico traguardo delle 1000 partite ufficiali disputate in carriera. Così come avvenuto già nel dicembre del 2004, l'8 maggio la carica di presidente del club torna vacante per via del nuovo incarico conferito a Silvio Berlusconi in qualità di presidente del Consiglio dei ministri.
Nelle ultime giornate di campionato il Milan lotta con la Fiorentina per ottenere il quarto posto utile per la qualificazione ai preliminari di Champions League, ma senza riuscirvi. I rossoneri scavalcano i toscani il 4 maggio, sconfiggendo l'Inter per 2-1 e approfittando della sconfitta della Fiorentina in casa del Cagliari. Una settimana più tardi, però, nella penultima giornata, i viola superano nuovamente la squadra di Ancelotti, che perde per 3-1 sul terreno del Napoli. La situazione rimane invariata all'ultima giornata, in cui ambedue le formazioni vincono: il Milan per 4-1 contro l'Udinese e la Fiorentina per 1-0 contro il Torino. I rossoneri accedono, dunque, alla Coppa UEFA dopo sei stagioni consecutive in Champions League. La partita con l'Udinese segna il congedo di Cafu e di Serginho, all'ultima apparizione con la maglia del Milan.

## Divise e sponsor
Lo sponsor tecnico per la stagione 2007-2008 è Adidas, mentre lo sponsor ufficiale è Bwin. La divisa è una maglia a strisce verticali della stessa dimensione, rosse e nere, con pantaloncini bianchi e calzettoni neri. La divisa di riserva è completamente bianca, mentre la terza divisa è con maglia e pantaloncini neri con calzettoni neri.
| Casa | Trasferta | Terza divisa | 1ª div. portiere |

## Organigramma societario
Dal sito internet ufficiale della società.
Area direttiva
- Presidente: Silvio Berlusconi (fino all'8 maggio 2008), carica vacante[1] (dal 9 maggio 2008)
- Vice presidenti: Adriano Galliani (vicario), Paolo Berlusconi, Gianni Nardi
- Amministratore delegato: Adriano Galliani

Area organizzativa
- Team manager: Vittorio Mentana

Area comunicazione
- Direttore comunicazione: Vittorio Mentana
- Vicedirettore comunicazione: Giuseppe Sapienza

Area marketing
- Ufficio marketing: Laura Masi

Area tecnica
- Direttore sportivo: Ariedo Braida
- Direttore tecnico: Leonardo Nascimento de Araújo
- Allenatore: Carlo Ancelotti
- Allenatore in seconda: Mauro Tassotti
- Preparatori atletici: Daniele Tognaccini (responsabile), Fabio Allevi, Bruno Dominici, Sergio Mascheroni, Giovanni Mauri, Andrea Primitivi, William Tillson
- Allenatori dei portieri: Villiam Vecchi (responsabile), Beniamino Abate

Area sanitaria
- Responsabile sanitario: Armando Gozzini
- Medici sociali: Jean Pierre Meersseman (coordinatore), Massimo Manara
- Fisioterapisti: Giorgio Puricelli, Tomislav Vrbnjak
- Massofisioterapisti: Marco Paesanti, Cristiano Parolini, Roberto Morosi
- Massaggiatori: Roberto Boerci, Endo Tomonori

## Rosa
La rosa e la numerazione sono aggiornate al 4 gennaio 2008.
| N. |                        | Ruolo | Calciatore               |
| -- | ---------------------- | ----- | ------------------------ |
| 1  | Brasile (bandiera)     | P     | Dida                     |
| 2  | Brasile (bandiera)     | D     | Cafu                     |
| 3  | Italia (bandiera)      | D     | Paolo Maldini (capitano) |
| 4  | Georgia (bandiera)     | D     | K'akhaber K'aladze       |
| 5  | Brasile (bandiera)     | C     | Emerson                  |
| 7  | Brasile (bandiera)     | A     | Alexandre Pato           |
| 8  | Italia (bandiera)      | C     | Gennaro Gattuso          |
| 9  | Italia (bandiera)      | A     | Filippo Inzaghi          |
| 10 | Paesi Bassi (bandiera) | C     | Clarence Seedorf         |
| 11 | Italia (bandiera)      | A     | Alberto Gilardino        |
| 13 | Italia (bandiera)      | D     | Alessandro Nesta         |
| 16 | Australia (bandiera)   | P     | Željko Kalac             |
| 17 | Croazia (bandiera)     | D     | Dario Šimić              |
| 18 | Rep. Ceca (bandiera)   | D     | Marek Jankulovski        |
| 19 | Italia (bandiera)      | D     | Giuseppe Favalli         |
| 20 | Francia (bandiera)     | C     | Yoann Gourcuff           |

| N. |                    | Ruolo | Calciatore                        |
| -- | ------------------ | ----- | --------------------------------- |
| 21 | Italia (bandiera)  | C     | Andrea Pirlo                      |
| 22 | Brasile (bandiera) | C     | Kaká                              |
| 23 | Italia (bandiera)  | C     | Massimo Ambrosini (vice capitano) |
| 25 | Italia (bandiera)  | D     | Daniele Bonera                    |
| 27 | Brasile (bandiera) | C     | Serginho                          |
| 29 | Italia (bandiera)  | P     | Valerio Fiori                     |
| 31 | Brasile (bandiera) | D     | Digão                             |
| 32 | Italia (bandiera)  | C     | Cristian Brocchi                  |
| 34 | Francia (bandiera) | C     | Ibrahim Ba                        |
| 36 | Italia (bandiera)  | D     | Matteo Darmian                    |
| 42 | Nigeria (bandiera) | A     | Kingsley Umunegbu                 |
| 43 | Italia (bandiera)  | A     | Alberto Paloschi                  |
| 44 | Italia (bandiera)  | D     | Massimo Oddo                      |
| 94 | Gabon (bandiera)   | A     | Willy Aubameyang                  |
| 95 | Gabon (bandiera)   | A     | Pierre-Emerick Aubameyang         |
| 99 | Brasile (bandiera) | A     | Ronaldo                           |

## Calciomercato

### Sessione estiva(dall'1/7 all'1/9)
| Acquisti | Acquisti           | Acquisti      | Acquisti                 |
| R.       | Nome               | da            | Modalità                 |
| -------- | ------------------ | ------------- | ------------------------ |
| P        | Christian Abbiati  | Torino        | fine prestito            |
| P        | Ferdinando Coppola | Piacenza      | fine prestito            |
| D        | Ignazio Abate      | Modena        | fine prestito            |
| D        | Davide Astori      | Pizzighettone | fine prestito            |
| D        | Luca Antonini      | Siena         | fine prestito            |
| D        | Lino Marzorati     | Empoli        | fine prestito            |
| D        | Romano Perticone   | Verona        | fine prestito            |
| C        | Ibrahim Ba         | svincolato    |                          |
| C        | Digão              | Rimini        | fine prestito            |
| C        | Massimo Donati     | Atalanta      | fine prestito            |
| C        | Emerson            | Real Madrid   | definitivo (5 milioni €) |
| C        | Paolo Sammarco     | Chievo        | riscatto comproprietà    |
| A        | Matteo Ardemagni   | Pizzighettone | fine prestito            |
| A        | Alessandro Matri   | Rimini        | fine prestito            |

| Cessioni | Cessioni              | Cessioni        | Cessioni                  |
| R.       | Nome                  | a               | Modalità                  |
| -------- | --------------------- | --------------- | ------------------------- |
| P        | Christian Abbiati     | Atlético Madrid | prestito                  |
| P        | Ferdinando Coppola    | Atalanta        | prestito                  |
| P        | Marco Storari         | Levante         | prestito                  |
| D        | Ignazio Abate         | Empoli          | comproprietà              |
| D        | Luca Antonelli        | Bari            | prestito                  |
| D        | Luca Antonini         | Empoli          | comproprietà              |
| D        | Davide Astori         | Cremonese       | prestito                  |
| D        | Alessandro Costacurta |                 | fine carriera             |
| D        | Marcus Diniz          | Monza           | prestito                  |
| D        | Leandro Grimi         | Siena           | prestito                  |
| D        | Lino Marzorati        | Empoli          | comproprietà              |
| D        | Romano Perticone      | Cremonese       | prestito                  |
| C        | Gastone Bottini       | Lecco           | definitivo                |
| C        | Davide Di Gennaro     | Bologna         | prestito                  |
| C        | Massimo Donati        | Celtic          | definitivo                |
| C        | Paolo Sammarco        | Sampdoria       | comproproprietà           |
| A        | Matteo Ardemagni      | Pro Patria      | prestito                  |
| A        | Marco Borriello       | Genoa           | comproprietà              |
| A        | Alessandro Matri      | Cagliari        | comproprietà              |
| A        | Ricardo Oliveira      | Real Saragozza  | prestito diritto riscatto |

### Sessione invernale(dal 4/1 al 31/1)
| Acquisti | Acquisti       | Acquisti      | Acquisti                  |
| R.       | Nome           | da            | Modalità                  |
| -------- | -------------- | ------------- | ------------------------- |
| P        | Marco Storari  | Levante       | fine prestito             |
| D        | Luca Antonelli | Bari          | fine prestito             |
| D        | Leandro Grimi  | Siena         | fine prestito             |
| A        | Alexandre Pato | Internacional | definitivo (22 milioni €) |

| Cessioni | Cessioni       | Cessioni         | Cessioni                  |
| R.       | Nome           | a                | Modalità                  |
| -------- | -------------- | ---------------- | ------------------------- |
| P        | Marco Storari  | Cagliari         | prestito                  |
| D        | Luca Antonelli | Parma            | prestito diritto riscatto |
| D        | Leandro Grimi  | Sporting Lisbona | prestito                  |

## Risultati

### Serie A

#### Girone di andata
| Arbitro: | Saccani (Mantova) |

|  |           |                                      |
|  | Marcatori | 21’ Ambrosini 44’, 45+3’ (rig.) Kaká |

| Arbitro: | Farina (Novi Ligure) |

|                 |           |          |
| Kaká 27’ (rig.) | Marcatori | 56’ Mutu |

| Arbitro: | Banti (Livorno) |

|               |           |             |
| Maccarone 24’ | Marcatori | 90+1’ Nesta |

| Arbitro: | Damato (Barletta) |

|             |           |            |
| Seedorf 44’ | Marcatori | 73’ Pisanu |

| Arbitro: | Farina (Novi Ligure) |

|                         |           |             |
| Diana 73’ Miccoli 90+3’ | Marcatori | 10’ Seedorf |

| Arbitro: | Gervasoni (Mantova) |

|                 |           |              |
| Kaká 48’ (rig.) | Marcatori | 26’ Martínez |

| Arbitro: | Morganti (Ascoli Piceno) |

|           |           |                                                       |
| Mauri 23’ | Marcatori | 16’ Ambrosini 33’ (rig.), 52’ Kaká 70’, 79’ Gilardino |

| Arbitro: | Giannoccaro (Lecce) |

|  |           |             |
|  | Marcatori | 55’ Saudati |

| Arbitro: | Rosetti (Torino) |

|  |           |             |
|  | Marcatori | 72’ Vučinić |

| Arbitro: | Ayroldi (Molfetta) |

|  |           |                                                      |
|  | Marcatori | 47’ Kaká 53’, 61’ Gilardino 76’ Gourcuff 80’ Seedorf |

| Milano 3 novembre 2007, ore 20:30 CET 11ª giornata | Milan               | 0 – 0 referto | Torino | Stadio Giuseppe Meazza (54.980 spett.)\| Arbitro: \| Tagliavento (Terni) \| |
| Arbitro:                                           | Tagliavento (Terni) |               |        |                                                                             |

| Arbitro: | Dondarini (Finale Emilia) |

|                          |           |             |
| Langella 42’ Tissone 68’ | Marcatori | 16’ Gattuso |

| Arbitro: | Dondarini (Finale Emilia) |

|                |           |                         |
| Acquafresca 4’ | Marcatori | 62’ Gilardino 86’ Pirlo |

| Milano 1º dicembre 2007, ore 20:30 CET 14ª giornata | Milan                    | 0 – 0 referto | Juventus | Stadio Giuseppe Meazza (76.145 spett.)\| Arbitro: \| Morganti (Ascoli Piceno) \| |
| Arbitro:                                            | Morganti (Ascoli Piceno) |               |          |                                                                                  |

| Arbitro: | De Marco (Chiavari) |

|  |           |               |
|  | Marcatori | 17’ Gilardino |

| Arbitro: | Brighi (Cesena) |

|                  |           |              |
| Pirlo 61’ (rig.) | Marcatori | 50’ Pulzetti |

| Arbitro: | Morganti (Ascoli Piceno) |

|                        |           |           |
| Cruz 36’ Cambiasso 63’ | Marcatori | 18’ Pirlo |

| Arbitro: | Rosetti (Torino) |

|                                                |           |                             |
| Ronaldo 15’, 46’ Seedorf 31’ Kaká 68’ Pato 74’ | Marcatori | 28’ Sosa 38’ (rig.) Domizzi |

| Arbitro: | Farina (Novi Ligure) |

|  |           |                 |
|  | Marcatori | 90+2’ Gilardino |

#### Girone di ritorno
| Arbitro: | Rocchi (Firenze) |

|               |           |  |
| Pato 68’, 82’ | Marcatori |  |

| Arbitro: | Saccani (Mantova) |

|  |           |          |
|  | Marcatori | 77’ Pato |

| Arbitro: | Orsato (Schio) |

|              |           |  |
| Paloschi 63’ | Marcatori |  |

| Parma 16 febbraio 2008, ore 18:00 CET 23ª giornata | Parma                     | 0 – 0 referto | Milan | Stadio Ennio Tardini (20.720 spett.)\| Arbitro: \| Dondarini (Finale Emilia) \| |
| Arbitro:                                           | Dondarini (Finale Emilia) |               |       |                                                                                 |

| Arbitro: | Giannoccaro (Lecce) |

|                              |           |              |
| Ambrosini 24’ F. Inzaghi 90’ | Marcatori | 9’ Bresciano |

| Arbitro: | De Marco (Chiavari) |

|             |           |          |
| Spinesi 63’ | Marcatori | 55’ Pato |

| Arbitro: | Celi (Campobasso) |

|                 |           |                |
| Oddo 66’ (rig.) | Marcatori | 54’ R. Bianchi |

| Arbitro: | Farina (Novi Ligure) |

|           |           |                                 |
| Buscè 24’ | Marcatori | 19’ Pato 86’ Ambrosini 89’ Kaká |

| Arbitro: | Rizzoli (Bologna) |

|                       |           |          |
| Giuly 78’ Vučinić 81’ | Marcatori | 56’ Kaká |

| Arbitro: | Banti (Livorno) |

|              |           |                              |
| Paloschi 71’ | Marcatori | 12’ Maggio 25’ G. Delvecchio |

| Arbitro: | Saccani (Mantova) |

|  |           |          |
|  | Marcatori | 66’ Pato |

| Arbitro: | Brighi (Cesena) |

|             |           |                           |
| Maldini 85’ | Marcatori | 32’ Floccari 42’ Langella |

| Arbitro: | Rosetti (Torino) |

|                             |           |              |
| Kaká 8’ F. Inzaghi 31’, 69’ | Marcatori | 49’ D. Conti |

| Arbitro: | Rocchi (Firenze) |

|                                     |           |                     |
| Del Piero 12’ Salihamidžić 45’, 80’ | Marcatori | 14’, 31’ F. Inzaghi |

| Arbitro: | Farina (Novi Ligure) |

|                                                         |           |             |
| Kaká 8’ (rig.), 34’ (rig.), 68’ F. Inzaghi 73’ Pato 89’ | Marcatori | 40’ Barreto |

| Arbitro: | Morganti (Ascoli Piceno) |

|              |           |                                      |
| Knežević 73’ | Marcatori | 22’, 51’, 58’ F. Inzaghi 71’ Seedorf |

| Arbitro: | Rosetti (Torino) |

|                         |           |          |
| F. Inzaghi 51’ Kaká 56’ | Marcatori | 76’ Cruz |

| Arbitro: | Farina (Novi Ligure) |

|                                            |           |               |
| Hamšík 36’ Domizzi 69’ (rig.) Garics 90+2’ | Marcatori | 90+4’ Seedorf |

| Arbitro: | Rosetti (Torino) |

|                                              |           |           |
| Pato 48’ F. Inzaghi 59’ Cafu 79’ Seedorf 88’ | Marcatori | 32’ Mesto |

### Coppa Italia

#### Fase finale
| Arbitro: | Bergonzi (Genova) |

|              |           |                         |
| Paloschi 59’ | Marcatori | 19’ Spinesi 26’ Mascara |

| Arbitro: | Ayroldi (Molfetta) |

|            |           |              |
| Vargas 12’ | Marcatori | 68’ Paloschi |

### Champions League

#### Fase a gironi
| Arbitro: | Riley |

|                         |           |                  |
| Pirlo 9’ F. Inzaghi 24’ | Marcatori | 90+2’ Nuno Gomes |

| Arbitro: | Merk |

|                          |           |                 |
| McManus 61’ McDonald 89’ | Marcatori | 68’ (rig.) Kaká |

| Arbitro: | Medina Cantalejo |

|                                    |           |                  |
| Gilardino 6’, 14’ Seedorf 62’, 69’ | Marcatori | 51’ C. Lucarelli |

| Arbitro: | Vink |

|  |           |                                |
|  | Marcatori | 66’, 90+3’ F. Inzaghi 72’ Kaká |

| Arbitro: | Fandel |

|                  |           |           |
| Maxi Pereira 20’ | Marcatori | 15’ Pirlo |

| Arbitro: | Øvrebø |

|                |           |  |
| F. Inzaghi 70’ | Marcatori |  |

#### Fase ad eliminazione diretta
| Londra 20 febbraio 2008, ore 20:45 CET Ottavi di finale - Andata | Arsenal   | 0 – 0 referto | Milan | Emirates Stadium (60.082 spett.)\| Arbitro: \| Bo Larsen \| |
| Arbitro:                                                         | Bo Larsen |               |       |                                                             |

| Arbitro: | Plautz |

|  |           |                             |
|  | Marcatori | 84’ Fàbregas 90+2’ Adebayor |

### Supercoppa UEFA
| Arbitro: | Plautz |

|                                         |           |            |
| F. Inzaghi 54’ Jankulovski 61’ Kaká 86’ | Marcatori | 13’ Renato |

### Coppa del mondo per club FIFA
| Arbitro: | Larrionda |

|  |           |             |
|  | Marcatori | 68’ Seedorf |

| Arbitro: | Rodríguez |

|                         |           |                                        |
| Palacio 23’ Ledesma 85’ | Marcatori | 21’, 71’ F. Inzaghi 50’ Nesta 61’ Kaká |

## Statistiche

### Statistiche di squadra
| Competizione             | Punti | In casa | In casa | In casa | In casa | In casa | In casa | In trasferta | In trasferta | In trasferta | In trasferta | In trasferta | In trasferta | Totale | Totale | Totale | Totale | Totale | Totale | DR  |
| Competizione             | Punti | G       | V       | N       | P       | Gf      | Gs      | G            | V            | N            | P            | Gf           | Gs           | G      | V      | N      | P      | Gf     | Gs     | DR  |
| ------------------------ | ----- | ------- | ------- | ------- | ------- | ------- | ------- | ------------ | ------------ | ------------ | ------------ | ------------ | ------------ | ------ | ------ | ------ | ------ | ------ | ------ | --- |
| Serie A                  | 64    | 19      | 8       | 7       | 4       | 31      | 18      | 19           | 10           | 3            | 6            | 35           | 20           | 38     | 18     | 10     | 10     | 66     | 38     | +28 |
| Coppa Italia             | -     | 1       | 0       | 0       | 1       | 1       | 2       | 1            | 0            | 1            | 0            | 1            | 1            | 2      | 0      | 1      | 1      | 2      | 3      | -1  |
| Champions League         | -     | 4       | 3       | 0       | 1       | 7       | 4       | 4            | 1            | 2            | 1            | 5            | 3            | 8      | 4      | 2      | 2      | 12     | 7      | +5  |
| Supercoppa UEFA          | -     | -       | -       | -       | -       | -       | -       | -            | -            | -            | -            | -            | -            | 1      | 1      | 0      | 0      | 3      | 1      | +2  |
| Coppa del mondo per club | -     | -       | -       | -       | -       | -       | -       | -            | -            | -            | -            | -            | -            | 2      | 2      | 0      | 0      | 5      | 2      | +3  |
| Totale                   | -     | 24      | 11      | 7       | 6       | 39      | 24      | 24           | 11           | 6            | 7            | 41           | 24           | 51     | 25     | 13     | 13     | 88     | 51     | +37 |

### Andamento in campionato
| Giornata  | 1 | 2 | 3 | 4 | 5 | 6  | 7 | 8  | 9  | 10 | 11 | 12 | 13 | 14 | 15 | 16 | 17 | 18 | 19 | 20 | 21 | 22 | 23 | 24 | 25 | 26 | 27 | 28 | 29 | 30 | 31 | 32 | 33 | 34 | 35 | 36 | 37 | 38 |
| --------- | - | - | - | - | - | -- | - | -- | -- | -- | -- | -- | -- | -- | -- | -- | -- | -- | -- | -- | -- | -- | -- | -- | -- | -- | -- | -- | -- | -- | -- | -- | -- | -- | -- | -- | -- | -- |
| Luogo     | T | C | T | C | T | C  | T | C  | C  | T  | C  | T  | T  | C  | T  | C  | T  | C  | C  | T  | C  | T  | C  | T  | T  | T  | C  | T  | C  | T  | C  | T  | C  | C  | T  | C  | T  | C  |
| Risultato | V | N | N | N | P | N  | V | P  | P  | V  | N  | P  | V  | N  | V  | N  | P  | V  | V  | V  | V  | V  | N  | V  | N  | N  | V  | P  | P  | V  | P  | V  | P  | V  | V  | V  | P  | V  |
| Posizione | 2 | 3 | 5 | 9 | 9 | 11 | 8 | 11 | 13 | 10 | 9  | 11 | 9  | 8  | 7  | 8  | 9  | 6  | 6  | 6  | 5  | 5  | 5  | 4  | 5  | 5  | 5  | 5  | 5  | 5  | 6  | 5  | 5  | 5  | 5  | 4  | 5  | 5  |

Fonte:  Serie A – Classifiche, su sport.sky.it, Sky Sport. URL consultato il 24 febbraio 2016 (archiviato dall'url originale l'11 settembre 2014).
Legenda:

Luogo: C = Casa; T = Trasferta. Risultato: V = Vittoria; N = Pareggio; P = Sconfitta.

### Statistiche dei giocatori
| Giocatore      | Serie A  | Serie A | Serie A     | Serie A    | Coppa Italia | Coppa Italia | Coppa Italia | Coppa Italia | Champions League | Champions League | Champions League | Champions League | Supercoppa UEFA + Coppa del mondo per club | Supercoppa UEFA + Coppa del mondo per club | Supercoppa UEFA + Coppa del mondo per club | Supercoppa UEFA + Coppa del mondo per club | Totale   | Totale | Totale      | Totale     |
| Giocatore      | Presenze | Reti    | Ammonizioni | Espulsioni | Presenze     | Reti         | Ammonizioni  | Espulsioni   | Presenze         | Reti             | Ammonizioni      | Espulsioni       | Presenze                                   | Reti                                       | Ammonizioni                                | Espulsioni                                 | Presenze | Reti   | Ammonizioni | Espulsioni |
| -------------- | -------- | ------- | ----------- | ---------- | ------------ | ------------ | ------------ | ------------ | ---------------- | ---------------- | ---------------- | ---------------- | ------------------------------------------ | ------------------------------------------ | ------------------------------------------ | ------------------------------------------ | -------- | ------ | ----------- | ---------- |
| M. Ambrosini   | 33       | 4       | 9           | 1          | 0            | 0            | 0            | 0            | 7                | 0                | 3                | 0                | 1+2                                        | 0                                          | 0+1                                        | 0                                          | 43       | 4      | 13          | 1          |
| W. Aubameyang  | 0        | 0       | 0           | 0          | 1            | 0            | 0            | 0            | 0                | 0                | 0                | 0                | 0                                          | 0                                          | 0                                          | 0                                          | 1        | 0      | 0           | 0          |
| I. Ba          | 0        | 0       | 0           | 0          | 0            | 0            | 0            | 0            | 0                | 0                | 0                | 0                | 0                                          | 0                                          | 0                                          | 0                                          | 0        | 0      | 0           | 0          |
| D. Bonera      | 21       | 0       | 4           | 1          | 1            | 0            | 0            | 0            | 6                | 0                | 0                | 0                | 0+1                                        | 0                                          | 0                                          | 0                                          | 29       | 0      | 4           | 1          |
| C. Brocchi     | 24       | 0       | 1           | 0          | 2            | 0            | 0            | 0            | 3                | 0                | 0                | 0                | 1+2                                        | 0                                          | 0                                          | 0                                          | 32       | 0      | 1           | 0          |
| Cafu           | 15       | 1       | 0           | 0          | 2            | 0            | 0            | 0            | 1                | 0                | 0                | 0                | 0+1                                        | 0                                          | 0                                          | 0                                          | 19       | 1      | 0           | 0          |
| M. Darmian     | 0        | 0       | 0           | 0          | 1            | 0            | 0            | 0            | 0                | 0                | 0                | 0                | 0                                          | 0                                          | 0                                          | 0                                          | 1        | 0      | 0           | 0          |
| Dida           | 13       | -11     | 1           | 0          | 0            | -0           | 0            | 0            | 4                | -4               | 0                | 0                | 1+2                                        | -1+-2                                      | 0                                          | 0                                          | 20       | -18    | 1           | 0          |
| Digão          | 1        | 0       | 0           | 0          | 2            | 0            | 0            | 0            | 0                | 0                | 0                | 0                | 0                                          | 0                                          | 0                                          | 0                                          | 3        | 0      | 0           | 0          |
| Emerson        | 15       | 0       | 2           | 0          | 2            | 0            | 1            | 0            | 3                | 0                | 0                | 0                | 1+1                                        | 0                                          | 0                                          | 0                                          | 22       | 0      | 3           | 0          |
| G. Favalli     | 26       | 0       | 7           | 0          | 2            | 0            | 0            | 0            | 1                | 0                | 0                | 0                | 0                                          | 0                                          | 0                                          | 0                                          | 29       | 0      | 7           | 0          |
| V. Fiori       | 0        | -0      | 0           | 0          | 0            | -0           | 0            | 0            | 0                | -0               | 0                | 0                | 0                                          | -0                                         | 0                                          | 0                                          | 0        | -0     | 0           | 0          |
| G. Gattuso     | 31       | 1       | 11          | 0          | 1            | 0            | 0            | 1            | 8                | 0                | 2                | 0                | 1+2                                        | 0                                          | 1+0                                        | 0                                          | 43       | 1      | 14          | 1          |
| A. Gilardino   | 30       | 7       | 4           | 0          | 1            | 0            | 0            | 0            | 7                | 2                | 0                | 0                | 1+1                                        | 0                                          | 0                                          | 0                                          | 40       | 9      | 4           | 0          |
| Y. Gourcuff    | 15       | 1       | 1           | 0          | 2            | 0            | 0            | 0            | 3                | 0                | 0                | 0                | 0                                          | 0                                          | 0                                          | 0                                          | 20       | 1      | 1           | 0          |
| F. Inzaghi     | 21       | 11      | 1           | 0          | 0            | 0            | 0            | 0            | 5                | 4                | 2                | 0                | 1+2                                        | 1+2                                        | 0                                          | 0                                          | 29       | 18     | 3           | 0          |
| M. Jankulovski | 14       | 0       | 2           | 0          | 0            | 0            | 0            | 0            | 3                | 0                | 0                | 0                | 1+1                                        | 1+0                                        | 0                                          | 0                                          | 19       | 1      | 2           | 0          |
| Kaká           | 30       | 15      | 3           | 0          | 0            | 0            | 0            | 0            | 8                | 2                | 2                | 0                | 1+2                                        | 1+1                                        | 0+1                                        | 0                                          | 41       | 19     | 6           | 0          |
| Ž. Kalac       | 25       | -27     | 0           | 0          | 2            | -3           | 0            | 0            | 5                | -5               | 0                | 0                | 0                                          | -0                                         | 0                                          | 0                                          | 32       | -35    | 0           | 0          |
| K. K'aladze    | 32       | 0       | 4           | 0          | 0            | 0            | 0            | 0            | 7                | 0                | 1                | 0                | 1+2                                        | 0                                          | 0                                          | 0+1                                        | 42       | 0      | 5           | 1          |
| P. Maldini     | 17       | 1       | 1           | 0          | 0            | 0            | 0            | 0            | 4                | 0                | 1                | 0                | 0+2                                        | 0                                          | 0                                          | 0                                          | 23       | 1      | 2           | 0          |
| A. Nesta       | 29       | 1       | 4           | 1          | 0            | 0            | 0            | 0            | 7                | 0                | 1                | 0                | 1+2                                        | 0+1                                        | 0+1                                        | 0                                          | 39       | 2      | 6           | 1          |
| M. Oddo        | 25       | 1       | 3           | 0          | 1            | 0            | 1            | 0            | 6                | 0                | 0                | 0                | 1+1                                        | 0                                          | 0                                          | 0                                          | 34       | 1      | 4           | 0          |
| A. Paloschi    | 7        | 2       | 0           | 0          | 2            | 2            | 0            | 0            | 0                | 0                | 0                | 0                | 0                                          | 0                                          | 0                                          | 0                                          | 9        | 4      | 0           | 0          |
| A. Pato        | 18       | 9       | 1           | 0          | 0            | 0            | 0            | 0            | 2                | 0                | 1                | 0                | 0                                          | 0                                          | 0                                          | 0                                          | 20       | 9      | 2           | 0          |
| A. Pirlo       | 33       | 3       | 8           | 0          | 1            | 0            | 0            | 0            | 8                | 2                | 1                | 0                | 1+2                                        | 0                                          | 0                                          | 0                                          | 45       | 5      | 9           | 0          |
| Ronaldo        | 6        | 2       | 0           | 0          | 0            | 0            | 0            | 0            | 0                | 0                | 0                | 0                | 0                                          | 0                                          | 0                                          | 0                                          | 6        | 2      | 0           | 0          |
| C. Seedorf     | 32       | 7       | 2           | 0          | 0            | 0            | 0            | 0            | 7                | 2                | 0                | 0                | 1+2                                        | 0+1                                        | 0                                          | 0                                          | 42       | 10     | 2           | 0          |
| Serginho       | 11       | 0       | 1           | 0          | 1            | 0            | 0            | 0            | 3                | 0                | 1                | 0                | 0                                          | 0                                          | 0                                          | 0                                          | 15       | 0      | 2           | 0          |
| D. Šimić       | 4        | 0       | 0           | 0          | 2            | 0            | 0            | 0            | 1                | 0                | 0                | 0                | 0                                          | 0                                          | 0                                          | 0                                          | 7        | 0      | 0           | 0          |
| K. Umunegbu    | 0        | 0       | 0           | 0          | 1            | 0            | 0            | 0            | 0                | 0                | 0                | 0                | 0                                          | 0                                          | 0                                          | 0                                          | 1        | 0      | 0           | 0          |